# Dendropanax cuneatus
Dendropanax cuneatus, ou maria-mole, é uma espécie de planta do gênero Dendropanax e da família Araliaceae.

## Taxonomia
A espécie foi descrita em 1854.
Os seguintes sinônimos já foram catalogados:
- Hedera cuneata  DC.
- Aralia ramiflora  (DC.) Pohl ex Marchal
- Dendropanax affinis  (Marchal) Gamerro & Zuloaga
- Dendropanax lanceolatus  Decne. & Planch.
- Dendropanax oblongus  Decne. & Planch.
- Dendropanax obovatus  Decne. & Planch.
- Dendropanax ramiflorus  (DC.) Seem.
- Dendropanax sellowianus  Miq.
- Gilibertia affinis  Marchal
- Gilibertia cuneata abbreviata  Marchal
- Gilibertia cuneata ramiflora  (DC.) Marchal
- Hedera ramiflora  DC.
- Gilibertia cuneata  (DC.) Marchal

## Forma de vida
É uma espécie terrícola e arbórea. É visitada por abelhas.

## Conservação
A espécie faz parte da Lista Vermelha das espécies ameaçadas do estado do Espírito Santo, no sudeste do Brasil.

## Distribuição
A espécie é encontrada em grande parte do Brasil, nos estados de Acre, Amazonas, Bahia, Espírito Santo,Goiás, Minas Gerais, Mato Grosso do Sul, Mato Grosso, Pará, Paraná, Rio de Janeiro, Rondônia, Rio Grande do Sul, Santa Catarina, São Paulo, Tocantins e no Distrito Federal. A espécie é encontrada nos  domínios fitogeográficos de Floresta Amazônica, Caatinga, Cerrado, Mata Atlântica, Pampa e Pantanal, em regiões com vegetação de mata ciliar, floresta de terra firme, floresta estacional semidecidual e floresta ombrófila pluvial.